# Europa Plus Live
Europa Plus Live — крупнейший внеэфирный проект «Европы Плюс» — ежегодный многочасовой опен-эйр. Впервые «Europa Plus Live» прошёл в Санкт-Петербурге на площади телебашни в 2008 году, после чего проект перенесли в Москву. Восемь концертов прошло на площади южного спортивного ядра в «Лужниках» и один на Поклонной горе.

## Ведущие
| Ведущие и соведущие | MTV  | MTV  | Муз-ТВ | MTV  | Муз-ТВ | Ю    | Ю & Муз-ТВ | СТС Love | СТС Love | Муз-ТВ | —    | Муз-ТВ |
| Ведущие и соведущие | 2008 | 2009 | 2010   | 2011 | 2012   | 2013 | 2014       | 2015     | 2016     | 2017   | 2018 | 2019   |
| Ведущие |      |      |        |      |        |      |            |          |          |        |      |        |
| Алексей Мануйлов, Юлия Солнечная, Сева Полищук: диджеи Европы Плюс                                                             |      |      |        |      |        |      |            |          |          |        |      |        |
| Джем, Илья и Таня: ведущие утреннего шоу «Бригада У» на Европе Плюс                                                            |      |      |        |      |        |      |            |          |          |        |      |        |
| Джем, Илья: ведущие утреннего шоу «Бригада У» на Европе Плюс                                                                   |      |      |        |      |        |      |            |          |          |        |      |        |
| Джем, Илья и Вики: ведущие утреннего шоу «Бригада У» на Европе Плюс                                                            |      |      |        |      |        |      |            |          |          |        |      |        |
| Джем и Вики: ведущие утреннего шоу «Бригада У» на Европе Плюс, Сергей Андреев: ведущий утреннего шоу «Летнее У» на Европе Плюс |      |      |        |      |        |      |            |          |          |        |      |        |
| Соведущие (За кулисами) |      |      |        |      |        |      |            |          |          |        |      |        |
| Александр Анатольевич |      |      |        |      |        |      |            |          |          |        |      |        |
| Александр Генерозов и Елена Родак: ведущие воскресного шоу «Week & Star» на Европе Плюс                                        |      |      |        |      |        |      |            |          |          |        |      |        |
| Александр Генерозов: ведущий воскресного шоу «Week & Star» на Европе Плюс                                                      |      |      |        |      |        |      |            |          |          |        |      |        |

## Europa Plus Live 2008
12 июля 2008 года первый опен-эйр, который состоялся на площади телебашни в Санкт-Петербурге, посетили 25 000 человек. В концерте под открытым небом принимали участие 16 популярных иностранных и российских артистов и групп.

### Участники
- Roma Kenga — «Let Me Be Your Guide»
- Дельта — «Супермен улетает», «Опасен, но свободен»
- T9 — «Ода нашей любви»
- Danzel — «Put Your Hands Up In The Air», «Pump It Up», «You Spin Me Round»
- Таня — «Точки над i», «Обломки чувств»
- Lexter — «Freedom To Love», «Right Here Waiting For You»
- Ysa Ferrer — «To Bi Or Not To Bi», «On Fait L’Amour», «Made In Japan»
- Винтаж — «Мама мия», «Всего хорошего», «Плохая девочка»
- Arash — «Donya», «Boro Boro», «Temptation» (feat. Rebecca)
- Сергей Лазарев — «TV Or Radio», «Girlfriend», «Flyer», «Shattered Dreams»
- David Tavare — «Hot Summer Night», «Summer Love»
- Банд'Эрос — «Коламбия пикчерз», «Про красивую жизнь», «Манхеттен»
- Akcent — «King Of Disco», «Jokero», «Kylie»
- Quest Pistols — «Дни гламура», «Для тебя», «Я устал»
- Morandi — «A La Lujeba», «Falling Asleep», «Save Me», «Angels»
- Дима Билан — «Против правил», «Number One Fan», «Believe»

## Europa Plus Live 2009
25 июля 2009 года опен-эйр, который состоялся в «Лужниках», посетили 300 000 человек. В 7-часовом концерте под открытым небом принимали участие 18 популярных иностранных и российских артистов и групп.

### Участники
- Нюша — «Вою на луну», «Ангел», «Why»
- Lexter — «Freedom To Love», «Right Here Waiting For You»
- Hi-Fi — «Нам пора», «Средняя школа 7 (А мы любили)»
- Иракли — «Сделай шаг» (feat. Dino MC 47), «Так не бывает», «Сны», «Лондон-Париж»
- Roma Kenga — «Новые моря», «Там, где любовь», «Summer Night City»
- Банд’Эрос — «Adios», «Про красивую жизнь», «Манхеттен», «Полосы»
- Влад Топалов — «Posterboy», «Go Fast», «Amazing», «Perfect Criminal»
- ВИА Гра — «Антигейша», «My Emancipation», «Лучик мой любимый», «Цветок и нож», «Поцелуи»
- Sam Obernik — «Que Pasa Contigo», «Shingaling», «Love Emergency», «It Just Won’t Do», «Stereo Flo»
- Quest Pistols — «Клетка», «Я устал», «Дни гламура», «Белая стрекоза любви»
- Basic Element — «Touch You Right Now», «Feeling»
- Тимати — «Welcome To St. Tropez», «Forever», «Groove On», «Moscow Never Sleeps»
- Oceana — «Pussycat On A Leash», «Cry Cry», «Love Supply»
- Леонид Руденко — «Destination», «Everybody»
- МакSим — «Мой рай», «Научусь летать», «Не отдам», «Знаешь ли ты»
- Сергей Лазарев — «Stereo», «Lazerboy», «Зачем придумали любовь», «Найди меня», «Shattered Dreams»
- K-Maro — «Let’s Go», «Sous Loeil De Lange», «Femme Like You»
- Akcent — «On And On», «Kylie»

## Europa Plus Live 2010
31 июля 2010 года опен-эйр, который состоялся в «Лужниках» посетили 250 000 человек. В 4-часовом концерте под открытым небом принимали участие 22 популярных иностранных и российских артистов и групп.

### Участники
- IKA — «Нули в любви», «Выбирай», «Держи меня за руку»
- Иракли — «Так не бывает», «Сделай шаг» (feat. Dino MC 47), «Лондон-Париж»
- Radio Killer — «Voila», «Be Free»
- Банд’Эрос — «Коламбия пикчерз», «Про красивую жизнь», «Адьос», «До весны»
- Via Sirius — «Дыши глубже», «Осколки», «It’s Alright»
- Marius Nedelcu — «Rain», «Doctor Mary»
- Нюша — «Вою на луну», «Выбирать чудо», «Не перебивай»
- Леонид Руденко — «Real Life», «Destination», «Love Story», «Goodbye»
- Градусы — «Режиссёр», «Кто ты»
- Ocean Drive — «Some People», «Without You», «With The Sunshine»
- 23:45 — «Я буду» (feat. 5ivesta Family), «Друг без друга»
- 5ivesta Family — «Зачем»
- DJ Layla — «Single Lady», «City Of A Sleeping Hearts»
- Serge Devant — «Addicted», «Ghost», «Dice»
- Roma Kenga — «Высоко», «Самолеты», «Summer Night City»
- Sonique — «I Put A Spell On You», «Sky», «World Of Change»
- Тимати — «Groove On», «Forever», «Welcome to St. Tropez», «Моя Москва»
- Quest Pistols — «Белая стрекоза любви», «Дни гламура», «Я твой наркотик», «Я устал»
- Винтаж — «Виктория», «Одиночество любви», «Ева», «Плохая девочка»
- Stromae — «Peace or violence», «Alors on danse»
- Dan Balan — «Chica Bomb», «Justify Sex», «Despre Tine», «Dragostea Din Tei»
- Дима Билан — «Невозможное возможно», «Never Let You Go», «По парам», «Changes»

## Europa Plus Live 2011
30 июля 2011 года опен-эйр, который состоялся в Парке Победы в Москве, посетили 350 000 человек. В 6-часовом концерте под открытым небом принимали участие 20 популярных иностранных и российских артистов и групп.

### Участники
- Gums — «Don’t Give Up», «Weekend Time», «That’s The Way»
- Юлия Савичева — «Скажи мне, что такое любовь», «Сердцебиение», «Москва-Владивосток», «Отпусти» (feat. Джиган)
- Fly Project — «Mandala», «Raisa», «Brasil», «Goodbye»
- Потап и Настя — «Чумачечая весна», «Не люби мне мозги», «Мы отменяем К. С.»
- Mishelle — «Only You» (feat. Randi), «Feels So Good», «What If», «Love Is A Crime»
- Градусы — «Режиссёр», «Я больше никогда», «Кто ты», «Голая»
- Alexandra Stan — «Mr. Saxobeat», «Lollypop», «Get Back»
- Митя Фомин — «Перезимуем», «Огни большого города», «Всё будет хорошо»
- Serebro — «Давай держаться за руки», «Не время», «Опиум», «Mama Lover»
- Deepside Deejays — «Never Be Alone», «Beautiful Days», «Summer In Your Eyes»
- Ёлка — «Мальчик-красавчик», «На большом воздушном шаре», «Прованс»
- Макс Барских — «Сука-любовь», «Агония», «Lost In Love», «Глаза-убийцы»
- Arash — «Boro Boro», «Pure Love», «Temptation», «Broken Angel»
- Нюша — «Не перебивай», «Выбирать чудо», «Больно», «Выше»
- Сергей Лазарев — «Alarm», «Electric Touch», «Feeling High»
- Dan Balan — «Justify Sex», «Freedom», «Chica Bomb», «Лепестками слёз», «Dragostea Din Tei»
- Дима Билан — «Я просто люблю тебя», «Невозможное возможно», «Number One Fan», «Мечтатели»
- PH Electro — «San Francisco», «Every Breath You Take», «Stereo Mexico», «Englishman In New York»
- Sophie Ellis Bextor — «Bittersweet», «Can’t Fight This Feeling», «Groovejet», «Heartbreak (Make Me A Dancer)»

## Europa Plus Live 2012
28 июля 2012 года опен-эйр, который состоялся в «Лужниках» посетили 250 000 человек. В 7-часовом концерте под открытым небом принимали участие 18 популярных иностранных и российских артистов и групп.

### Участники
- Тимати — «Welcome To St. Tropez», «Not All About The Money», «Party Animal», «В клубе»
- Elvira T — «Всё решено», «Не верю», «Одержима», «Стоп, любовь»
- Mishelle — «Only You», «Feel So Good», «What If»
- 5Sta Family — «Тук-тук», «Вместе мы», «Зачем»
- Градусы — «Научиться бы не париться», «Нефть», «Заметает», «Голая»
- Serebro — «Мама Люба», «Paradise», «Angel Kiss», «Мальчик»
- Макс Барских — «Пылай», «Fuck Off», «Dance»
- Chris Parker — «Symphony», «Space», «Get Off» (feat. Radik)
- Ева Польна — «Корабли», «Миражи», «Весь мир на ладони», «Je T’aime (Я тебя тоже нет)»
- Иван Дорн — «Идолом», «Северное сияние», «Стыцамэн»
- Alex Gaudino — «I’m In Love», «What A Feeling», «Destination Calabria», «I Don’t Wanna Dance»
- T-Killah — «Mirror Mirror», «Вернись», «Над землёй»
- Ёлка — «Прованс», «Около тебя», «На большом воздушном шаре»
- Playmen — «Out Of My Head», «Feel Your Love» (feat. Demy), «Fallin» (feat. Demy), «Party All The Time» (feat. Demy)
- Иракли — «Ты одна», «Белая ночь», «Вокруг Земли», «Я тебя люблю»
- Нюша — «Выбирать чудо», «Ангел», «Воспоминание», «Выше»
- Сергей Лазарев — «Electric Touch», «Биение сердца», «Take It Off», «Moscow To California»
- Far East Movement — «Like A G6», «Turn Up The Love», «Rocketeer», «Live My Life»

## Europa Plus Live 2013
13 июля 2013 года опен-эйр, который состоялся в «Лужниках» посетили 300 000 человек. В 7-часовом концерте под открытым небом принимали участие 18 популярных иностранных и российских артистов и групп. Прямая трансляция «Europa Plus Live» собрала 2 669 134 зрителей. Во время концерта съёмка велась на специальном летающем вертолёте с камерой.

### Участники
- Пицца — «Пятница», «Оружие», «Найки», «Париж»
- Movetown — «Girl You Know It’s True» (feat. Ray Horton), «Here Comes The Sun» (feat. Ray Horton), «Lonely» (feat. Ray Horton), «Round’N’Round» (feat. Ray Horton)
- 5sta Family — «Зачем», «Тук-тук», «Вместе мы», «Три слова»
- Michael Mind Project — «Feeling So Blue», «Rio De Janeiro», «Hold On», «Antiheroes»
- FRANKY — «Hysteria», «Sad Song», «Touch Me», «Hologram»
- Loreen — «Euphoria», «Crying Out Your Name», «My Heart Is Refusing Me», «We Got The Power»
- Градусы — «Голая», «Я всегда помню о главном», «Кто ты», «Тону»
- Ola — «Maybe», «All Over The World», «I’m In Love»
- T-killah — «Вернись», «Над землёй», «Головоломки», «Shot» (feat. Лена Катина)
- Винтаж — «Знак Водолея», «Свежая вода», «Москва» (feat. DJ Smash)
- Dan Balan — «Lendo Calendo», «Freedom», «Chica Bomb», «Люби»
- Mia Martina — «Latin Moon», «Burning», «HeartBreaker», «La La», «Tu Me Manques (Missing You)»
- Сергей Лазарев — «Moscow to California», «Stumblin’», «Нереальная любовь», «Слёзы в моём сердце»
- Basshunter — «Crash & Burn», «All I Ever Wanted», «Now You’re Gone», «Saturday»
- Нюша — «Воспоминание», «Наедине», «Выбирать чудо», «Не перебивай», «Выше»
- Mohombi — «Addicted», «Coconut Tree», «In Your Head», «Do You Feel Like Movin’», «I Don’t Wanna Party Without You», «Bumpy Ride»
- Amelia Lily — «Shut Up (And Give Me Whatever You Got)», «Party Over», «Look Who’s Laughing Now», «You Bring Me Joy»
- Marlon Roudette — «New Age», «Anti Hero», «Big City Life»

## Europa Plus Live 2014
26 июля 2014 года опен-эйр который состоялся в «Лужниках» посетили 300 000 человек. В 6-часовом концерте под открытым небом принимали участие 21 популярных иностранных и российских артистов и групп.

### Участники
- FRANKY — «City Of Angels», «Hysteria», «Touch Me»
- Swanky Tunes — «Fix Me» (feat. Raign), «Fire In Our Hearts», «Here We Go»
- Градусы — «Привычка сбегать из дома», «Головастики», «Грязные стёкла»
- Chris Parker — «Typhoon», «Goa», «Symphony»
- Нюша — «Выбирать чудо», «Только», «Цунами», «Наедине»
- Muttonheads feat. Eden Martin — «Trust You Again», «Snow White», «Dancing With The Stars», «Stronger Than Ever»
- Юлия Паршута — «Cut Me Open», «This Is My Song», «Learning To Survive»
- 5sta Family — «Моя мелодия», «Буду с тобой», «Вместе мы» (Remix)
- Polina — «Fade To Love», «Breath», «Kamikaze» (Original Mix)
- Сергей Лазарев — «Take It Off», «7 Wonders», «В самое сердце»
- Radio Killer — «Lonely Heart», «Kill The Lights», «Sunwaves» (feat. Slider & Magnit)
- Slider & Magnit — «Too Close» (by Alex Clare), «We Are Young» (by Fun), «Lendo Calendo» (by Dan Balan feat. Tany Vander & Brasco), «Somebody That I Used to Know» (by Gotye feat. Kimbra vs. Bodybangers), «I See You» (by Jutty Ranx)
- T-killah — «Над землёй», «Головоломки», «Привет, как дела», «Alcoholic»
- Ёлка — «Тело офигело», «Нарисуй мне небо», «Около тебя», «На большом воздушном шаре»
- Paper Man — «Lazen Dango», «Kinder», «Stabeduza»
- Alex Hepburn — «Stop Fucking Around», «Woman» (Neneh Cherry Cover), «Miss Misery», «Under»
- Пицца — «Оружие», «Вторник», «На всю планету Земля»
- Parachute Youth — «Runaway», «Got A Feeling» (by Josh Butler), «Can’t Get Better Than This»
- Serebro — «Мама Люба», «Мало тебя», «Mi Mi Mi», «Я тебя не отдам»
- John Martin — «Reload», «Save The World» (Acapella), «Anywhere For You», «Don’t You Worry Child» (Acapella)
- Imany — «You Will Never Know», «Where Have You Been», «Pray For Help», «The Good The Bad & The Crazy»

## Europa Plus Live 2015
25 июля 2015 года опен-эйр, который состоялся в «Лужниках» посетили 400 000 человек. В 7-часовом концерте под открытым небом принимали участие 22 популярных иностранных и российских артистов и групп.

### Участники
- Anton Bruner — DJ SET
- Paper Man — «Sorpresa», «Stabeduza», «Lazen Dango»
- Bakermat — «ID», «Save» (Original Mix) (feat. Tez Cadey), «Rock With Me» (Tom Bold Remix), «One Day» (Vandaag)
- Tasha G — «Away», «Running», «Something’s Wrong»
- Егор Крид — «Холостяк», «Невеста», «Самая самая»
- Винтаж — «Знак Водолея», «Ева», «Москва» (feat. DJ Smash)
- Банд’Эрос — «Дай пять», «Моя печаль», «Адьос»
- John de Sohn — «Dance Our Tears Away», «You Only Love Me», «Wild Roses»
- Базиль — «Ай-яй-я», «Деньги», «Коля», «Курам на смех»
- Fat Cat Cinema — «Nothing At All», «Sunshine On Cloudy Day», «Beatiful Nothing», «Catch Me When I’m Falling»
- Пицца — «Оружие», «Карусель», «На всю планету Земля», «Под водой» (feat. ST)
- Сергей Лазарев — «Take It Off», «Stumbling», «7 цифр», «В самое сердце», «Это всё она»
- Jahkarta — «Alive» (feat. August), «Time Machine» (feat. Elvira T)
- T-killah — «Привет, как дела», «Невидимая», «Над землёй»
- FRANKY — «Wake Up», «Танцуй для меня», «Hysteria» (DJ Nejtrino & DJ Baur Remix)
- Burito — «Мама», «Уходим с титрами», «Ты знаешь» (feat. Ёлка)
- Ёлка — «Хочу», «Нарисуй мне небо»
- Nabiha — «Never Played The Bass», «Mind The Gap», «Bang That Drum», «Animals»
- IOWA — «Улыбайся», «Простая песня», «Маршрутка»
- Swanky Tunes — «Wherever U Go» (feat. Pete Wilde), «Lov3», «Fix Me» (feat. Raign), «Skin & Bones» (feat. Christian Burns)
- Christian Burns — «Shimmer», «Bright Enough To See You», «We Are The Ones», «This Light Between Us»
- Нюша — «Наедине» (Vengerov Remix), «Где ты, там я», «Только», «Цунами»
- AronChupa — «2 Satisfaction», «Booyha + Satisfaction + Barbra Streisand», «Drop It + Take Me To Church + Epic», «I Don’t Care», «I’m An Albatraoz Summerburst»

## Europa Plus Live 2016
23 июля 2016 года опен-эйр, который состоялся в «Лужниках» посетили 300 000 человек. В 7-часовом концерте под открытым небом принимали участие 21 популярных иностранных и российских артистов и групп.

### Участники
- Anton Bruner — DJ SET
- Нюша — «Попробуй… Почувствуй» (feat. MBAND)
- Artik & Asti — «Половина», «Никому не отдам», «Тебе все можно», «Рай один на двоих»
- Банд'Эрос — «Про красивую жизнь», «Не зарекайся», «Лето», «Дай пять»
- Julian Perretta — «I Cry», «Miracle», «Stitch Me Up»
- Ёлка — «Нарисуй мне небо», «Моревнутри», «Навсегда», «Грею счастье»
- IOWA — «Бьёт бит», «Маршрутка», «140», «Улыбайся»
- Amir — «J’ai Cherche», «On Dirait», «Counting Stars» (OneRepublic Cover)
- Юлианна Караулова — «Хьюстон», «Ты не такой», «Внеорбитные», «Море» (feat. ST)
- Alekseev — «Океанами стали», «Снов осколки», «А я плыву», «Пьяное солнце»
- Kadebostany — «Castle In The Snow», «Teddy Bear», «Frozen To Death»
- Нюша — «Наедине», «Целуй», «Где ты, там я», «Цунами»
- Burito — «Я танцую», «Мама», «Пока город спит», «Мегахит»
- Polina — «Book Of Love», «Little Babylon», «Fade To Love»
- Natan — «Дерзкая», «Наверно» (feat. Елена Темникова)
- Елена Темникова — «Импульсы», «Улетаем», «Тепло»
- Jasmine Thompson — «Sun Goes Down», «Adore», «Ain`t Nobody (Loves Me Better)», «Where We Belong»
- Егор Крид — «Невеста», «Мне нравится», «Будильник», «Самая самая»
- Imany — «The Silver Lining», «There Were Tears», «You Will Never Know» (Remix), «Don`t Be So Shy» (Remix)
- Arston — «At The End Of The Night», «Fire In Our Hearts», «Beautiful Asian», «Zodiac»
- The Parakit — «INTRO», «Without You», «Save Me», «When I Hold You»
- Going Deeper — «Till The End», «Lost On You» (by LP), «Drownin'», «I Need You»
- Eva Simons — «INTRO», «Fire Alarm», «Policeman», «Coco», «Bludfire» (feat. Sidney Samson), «Escape From Love» (feat. Sidney Samson), «This Is Love» (feat. Will.i.am), «Take Over Control» (feat. Afrojack)

## Europa Plus Live 2017
29 июля 2017 года опен-эйр, который состоялся в «Лужниках» посетили 400 000 человек. В 7-часовом концерте под открытым небом принимали участие 24 популярных иностранных и российских артистов и групп.

### Участники
- Anton Bruner — «Never Let You Go» (by Alok & Bruno Martini feat. Zeeba), «La Cancion» (by Tim3bomb), «Momentum» (by Don Diablo), «Remedy» (by Zonderling feat. Mingue), «In The Music» (Spada Remix) (by Deepswing), «Fuego» (Club Mix) (by Alok & Bhaskar), «Mumble» (by Pandaboyz & Nano Bites), «Find A Way» (by Wolfgang Gartner feat. Snow Tha Product), «World To Me» (by Tchami feat. Luke James), «All The Way High» (Extended Mix) (by Banghook feat. Moz), «Coastline» (by Liu & Hollow Coves And Woak), «Boom» (by Tiesto & Sevenn)
- Миша Марвин — «Ненавижу»
- Эмма М & Миша Марвин — «Перемотай»
- Эмма М — «Ракеты», «Штрихкоды»
- Пицца — «Оружие», «На всю планету Земля», «Романс»
- Ёлка — «Впусти музыку», «Моревнутри», «Грею счастье», «Всё зависит от нас»
- Boostee — «Pop Corn», «Feel Alone», «Let Me Love»
- Юлианна Караулова — «Не верю», «Разбитая любовь», «Ты не такой» (Remix)
- Artik & Asti — «Никому не отдам», «Тебе всё можно», «Неделимы»
- Arilena Ara — «Intro», «I’m Sorry» (Club Mix), «Toke Rroke», «Lost On You» (Swanky Tunes & Going Deeper Remix) (by LP), «She Wolf (Falling To Pieces)» (by David Guetta feat. Sia), «Intro», «Nentori» (Bess Remix)
- Эмма М — «Штрихкоды»
- Сергей Лазарев — «You Are The Only One», «Лаки стрэнджер», «Это всё она»
- Oceana — «Cry Cry», «Endless Summer», «Can’t Stop Thinking About You»
- Настя Кудри — «#налюбви»
- Настя Кудри & Ольга Бузова — «Нам будет жарко»
- Нюша — «Тебя любить», «Я не боюсь», «Цунами»
- Burito — «Мама», «По волнам», «Мегахит»
- Елена Темникова — «Импульсы», «Подсыпал», «Вдох», «Давай улетим»
- Eric Saade — «Colors», «Wide Awake», «Wide Awake» (Filatov & Karas Remix), «Another Week»
- Макс Барских — «Моя любовь (Попрошу)», «Подруга-ночь», «Туманы»
- Bebe Rexha — «Me, Myself And I», «The Way I Are (Dance With Somebody)», «I Got You»
- Ofenbach — «Be Mine», «Rhythm Of The Night» (by Blonde), «Intoxicated» (by Martin Solveig & GTA), «Come As You Are» (Remix) (by Evokings), «California» (Chris Lake & Mathroda Remix) (by SNBRN feat. Kaleena Zanders), «Sex Machine» (Ivan Jack Remix) (by Babert), «Give Me Your Love» (by Sigala feat. John Newman & Nile Rodgers), «Be Mine»
- Dua Lipa — «Blow Your Mind (Mwah)», «Be The One», «New Rules»
- Swanky Tunes — «Chipa-Lipa» (feat. The Parakit), «Wherever U Go» (feat. Pete Wilde), «Other People», «Fix Me» (feat. Raign), «Till The End», «Skin & Bones» (feat. Christian Burns), «Lost On You», «Heading Up High», «Hey Baby», «Let Me Hold You (Turn Me On)», «Летели облака»
- Kokab — «Got U (Ready Or Not)», LIVE SET
- Paul Damixie — «Get Lost» (Julian Dubson Remix), DJ SET
- Matt Nash — «Know My Love», DJ SET

## Europa Plus Live 2018
В 2018 году опен-эйр не состоялся в связи с проведением чемпионата мира по футболу в России.

## Europa Plus Live 2019
27 июля 2019 года опен-эйр, который состоялся в «Лужниках», посетили 400 000 человек. В 7-часовом концерте под открытым небом принимали участие 23 популярных иностранных и российских артистов и групп. Этот опен-эйр стал последним в истории, поскольку в 2020 году был ликвидирован в связи c пандемией коронавируса COVID-19 и вторжением России на Украину.

### Участники
- Anton Bruner — «You Don’t Know Me» (by Armand Van Helden), «Where’s Your Head At» (by Basement Jaxx), «Piano Wunder» (Original Mix) (by Superlover), «You Don’t Know Me» (Extended Mix) (Jax Jones feat. Raye), «Push Dat» (2 Step Mix) (by Defkline), «Jack» (Original Mix) (by Breach), «To Love You» (Vocal) (by KiNK feat. Rachel Row), «Won’t Look Back» (by Duke Dumont), «How Love Begins» (by DJ Fresh & High Contrast feat. Dizzee Rascal), «I Feel It» (by Leftwing x Kody), «Red Light Green Light» (by Duke Dumont), «You Little Beauty» (by FISHER), «Piece Of Your Heart» (by Meduza), «Deep In The Valley» (Club Mix) (by Rudimental feat. MC Shantie), «Red Alert» (Jaxx Club Mix) (by Basement Jaxx), «Climbin' (Piano Weapon)» (by Shadow Child, Doorly), «Flat Beat» (by Mr. Oizo), «Count On Me» (by Chase & Status, Moko), «Your Body (Elevation)» (Shadow Child Remix) (by Xpansions), «Days Go By» (CamelPhat Extended Remix) (by Dirty Vegas), «Coma Cat» (Stanton Warriors Re-Bump) (by Tensnake), «I Need A Painkiller» (by Armand Van Helden Vs. Butter Rush), «London Sound» (by Freestylers), «I ❤ U SO» (Skream’s Made Zdar Feel Like He Was 20 Again Remix) (by Cassius)
- Velvet Music — «Purpose» (by U-th feat. Emily Hare), «Впусти музыку» (by Ёлка), «Падаем в небо» (by Звонкий), «Мама» (by Burito), «Туси сам» (by Мари Краймбрери), «Грею счастье» (by Ёлка), «Знак Водолея» (by Винтаж), «Голоса» vs. «Мегахит» (by Звонкий vs. Burito), «На тату» vs. «Москва» (by Мари Краймбрери vs. DJ Smash feat. Винтаж)
- Burito — «О тебе», «Штрихи», «По волнам»
- Юлианна Караулова — «Кто ты», «Танцы на нервах», «Маячки», «Ариведерчи»
- Tim3bomb — «Manana», «La Cancion», «Magic»
- Ёлка — «Мир открывается», «Навсегда», «Остаюсь»
- Vanotek — «Love Is Gone», «Back To Me», «Cherry Lips», «Tell Me Who»
- Artik & Asti — «Неделимы», «Под гипнозом», «Невероятно», «Грустный дэнс»
- Arnon — «E Pash Une Djallin», DJ SET, «Te Molla»
- Звонкий — «Голоса», «Из окон», «Shine»
- Елена Темникова — «Не модные», «Подсыпал», «Жара», «Импульсы»
- L.B. One — «Across The Water», «Tired Bones», «Trust Me», DJ SET
- Настя Кудри — «Infa 100», «Алё алё»
- Мари Краймбрери — «Клад», «Amore», «Мне так хорошо»
- Zivert — «Шарик», «Зелёные волны», «Ещё хочу», «Life»
- Макс Барских — «БЕРЕГА», «Неземная», «Подруга-ночь», «Туманы»
- MARUV — «Siren Song», «Drunk Groove», «Black Water», «Focus On Me»
- Ilkay Sencan — «Rockstar», «Do It»
- Arash — «Boro Boro», «Broken Angel», «Dooset Daram», «One Night In Dubai»
- SHANGUY — «King Of The Jungle», «Toukasse», «La Louze»
- Rompasso — «Ignis», «Oxygen»
- Mohombi — «Hello», «Bumpy Ride», «In Your Head», «Mr. Loverman»
- Элджей — «Розовое вино», «Sayonara детка», «Минимал»
- Don Diablo — DJ SET
- Netta — «Siren Banana» (feat. MARUV), «Bassa Sababa», «Toy»